# Gordon Scott
Gordon Scott, właściwie Gordon Merrill Werschkul (ur. 3 sierpnia 1926 w Portland, zm. 30 kwietnia 2007 w Baltimore) – amerykański aktor, w historii kina był jedenastym Tarzanem z serii pięciu hollywoodzkich filmów zrealizowanych w latach 1955–60.

## Życiorys

### Wczesne życie
Urodził się w Portland, w stanie Oregon. Był jednym z dziewięciorga dzieci specjalisty od reklamy Stanleya Werschkula i jego żony Alice. Wychował się w stanie Oregon. Przez jeden semestr uczęszczał do University of Oregon w Eugene. W 1944 wstąpił do United States Army. Służył jako sierżant i żandarm, dopóki nie został honorowo zwolniony w 1947. Następnie do roku 1953 pracował jako strażak, kowboj i handlarz maszyn rolniczych, gdy został zauważony przez agenta filmowego jako ratownik na Sahara Hotel & Casino w Las Vegas Strip w stanie Nevada.

### Kariera
W 1955 zastąpił aktora Lexa Barkera jako Tarzan w filmie Tarzana ukrywa dżungla (Tarzan’s Hidden Jungle) z udziałem Very Miles, Jacka Elama, Rexa Ingrama i Jestera Hairstona. Później zagrał ponownie tytułową postać w filmach: Tarzan i zagubione safari (Tarzan and the Lost Safari, 1957), Tarzan walczy o życie (Tarzan’s Fight for Life, 1958), Tarzan i łowcy (Tarzan and the Trappers, 1958), Wielka przygoda Tarzana (Tarzan’s Greatest Adventure, 1959) i Tarzan wspaniały (Tarzan the Magnificent, 1960).
Obawiając się, że zostanie zaszufladkowany jak ekranowy Tarzan, Scott przeniósł się do Włoch i zasłynął z różnych postaci z greckich i rzymskich mitów w filmach klasy B z cyklu płaszcza i szpady, grał Zorro, Buffalo Billa i Herkulesa w kilku niskobudżetowych produkcjach.

## Życie prywatne
Pierwsze małżeństwo z Janice Mae Wynkoop zawarł w 1948 w Reno, w stanie Nevada. Poznali się, gdy on był ratownikiem na jeziorze Lake Temescal w Oakland, w stanie Kalifornia. Ze związku miał córkę Karen Judith Werschkul (ur. 26 sierpnia 1948), zanim nastąpił rozwód w 1949. 14 kwietnia 1956 poślubił aktorkę Verę Miles. W 1957 urodził się ich syn Michael. 2 marca 1960 wzięli rozwód.

### Śmierć
Zmarł 30 kwietnia 2007 w wieku 80 lat w Baltimore w stanie Maryland Baltimore z powodu utrzymujących się powikłań po licznych operacjach serca, które miały miejsce wcześniej w tym roku. Został pochowany na cmentarzu Kensico w Valhalli w stanie Nowy Jork.

## Filmografia
- 1955: Tarzana ukrywa dżungla (Tarzan's Hidden Jungle) jako Tarzan
- 1957: Tarzan i zagubione safari (Tarzan and the Lost Safari) jako Tarzan
- 1958: Tarzan walczy o życie (Tarzan's Fight for Life) jako Tarzan
- 1958: Tarzan i łowcy (Tarzan and the Trappers) jako Tarzan
- 1959: Wielka przygoda Tarzana (Tarzan's Greatest Adventure) jako Tarzan
- 1960: Tarzan wspaniały (Tarzan the Magnificent) jako Tarzan
- 1961: Maciste alla corte del Gran Khan jako Maciste / Samson
- 1961: Romolo e Remo jako Remus
- 1962: Kerim, syn szejka (Il figlio dello sceicco) jako Kerim
- 1962: Il gladiatore di Roma jako Marcus
- 1962: Una regina per Cesare jako Gajusz Juliusz Cezar
- 1963: Zorro e i tre moschettieri jako Zorro
- 1963: Coriolano: eroe senza patria jako Gnejusz Marcjusz Koriolan
- 1964: Il colosso di Roma jako Gajusz Mucjusz Scewola
- 1965: Gli uomini dal passo pesante jako Lon Cordeen
- 1967: Danger!! Death Ray jako Bart Fargo
- 1967: Segretissimo jako John Sutton